# Postkeynesiaanse economie
De postkeynesiaanse economie is een van de scholen van het economisch denken die zich baseert op het werk van John Maynard Keynes, met name diens  General Theory of Employment, Interest and Money. De postkeynesiaanse school kan onderscheiden worden vanaf de jaren 50, maar werd voor het eerst als zodanig benoemd in 1975. Sinds 1978 organiseerden de aanhangers zich rond het tijdschrift Journal of Post Keynesian Economics. Voorname leden van de eerste generatie postkeynesianen waren Michał Kalecki, Joan Robinson, Nicholas Kaldor en Paul Davidson. In Nederland werd in 1980 de Studiekring Post-Keynesiaanse Economie opgericht door een groep Nederlandse economen en was gevestigd aan de Erasmus Universiteit te Rotterdam.

## Kerngedachten en onderverdeling
Hoewel het denken van de postkeynesiaanse 'school' uiterst divers is, kunnen een aantal basisgedachten worden onderscheiden:
- Een nadruk op de rol van onzekerheid in economische beslissingen, in plaats van op (berekenbaar) risico. In Keynes' termen is de toekomst niet ergodisch.
- Gebrek aan effectieve vraag, niet onvolkomenheden op de arbeidsmarkt, veroorzaakt werkloosheid.
- Onvolkomen concurrentie als de normale situatie, in plaats van volkomen concurrentie. Prijzen van geproduceerde goederen bevatten naast productiekosten en de 'normale' winst uit het neoklassieke model van de onderneming, ook een opslag (mark-up) die de onderneming vaststelt.
- Afwijzing van de neutraliteit van geld.
- Endogene geldtheorie, afwijzing van de kwantiteitstheorie. In de Fishervergelijking MV = PT (geldhoeveelheid maal omloopsnelheid = prijspeil maal handelsvolume) is PT de oorzaak, MV het gevolg. Inflatie kan optreden zelfs bij onvolledige werkgelegenheid.

Keynes-biograaf Robert Skidelsky schrijft dat de postkeynesiaanse school het dichtst bij de geest van het werk van Keynes is gebleven, met name wat betreft haar monetaire theorie en in haar afwijzing van de neutraliteit van geld. Deze ideeën zijn door sommige postkeynesianen uitgewerkt tot de Modern Monetary Theory (MMT), ook wel neochartalisme genoemd.
De (voornamelijk Europese) postkeynesiaanse school verschilt van de Amerikaanse nieuwkeynesiaanse school door een meer institutionele blik op bijvoorbeeld de loonvorming. Ook 'oud-keynesiaanse' wetmatigheden als de Phillipscurve worden verworpen.

## Beleidsimplicaties
Op politiek vlak stelden de postkeynesianen van de jaren 70 zich op tegenover de monetaristen. Vanuit de theorie van de endogeniteit van de geldvoorraad wisten ze met succes te voorspellen dat het monetaristische experiment van Thatcher en Friedman niet tot volledige werkgelegenheid, maar juist tot massawerkloosheid zou leiden. Dit is gekoppeld aan een principieel punt, namelijk een pleidooi voor democratische controle over de geldvoorraad, in plaats van de onderbrenging hiervan bij een autonome centrale bank die enkel op lage inflatie aanstuurt.

## Belangrijke postkeynesiaanse economen
- Paul Davidson
- Alfred Eichner
- Geoff Harcourt
- Nicholas Kaldor
- Michał Kalecki
- Geoffrey Maynard
- Hyman Minsky
- Basil Moore
- Luigi Pasinetti
- Joan Robinson
- G.L.S. Shackle
- Sidney Weintraub
- Piero Sraffa
- Steve Keen
- Michael Hudson

### MMT
- Jan Kregel
- Larry Randall Wray
- Stephanie Kelton
- Bill Mitchell
- Warren Mosler